# Nara, Mali
Nara är en kretshuvudort i Mali.   Den ligger i regionen Koulikoro, i den sydvästra delen av landet, 290 km norr om huvudstaden Bamako. Nara ligger 264 meter över havet och antalet invånare är 19 793.
Terrängen runt Nara är mycket platt. Runt Nara är det glesbefolkat, med 9 invånare per kvadratkilometer. Det finns inga andra samhällen i närheten. Trakten runt Nara består i huvudsak av gräsmarker.